# Mężowie i żony
Mężowie i żony (ang. Husbands and Wives, 1992) – amerykański melodramat w reżyserii Woody’ego Allena. Film nominowany w dwóch kategoriach do Oscara.

## Opis fabuły
Na pozór doskonałe małżeństwo Jacka (Sydney Pollack) i Sally (Judy Davis) przechodzi poważny kryzys. Jack romansuje z dość mało rozsądną Sam (Lysette Anthony). Obydwoje małżonków postanawiają się rozstać. O swojej decyzji informują swoich przyjaciół – małżeństwo Rothów – Gabe'a (Woody Allen) i Judy (Mia Farrow). Ku zaskoczeniu Jacka i Sally ci również postanowili się rozstać. Okazuje się, że Gabe ma romans ze znacznie młodszą Rain (Juliette Lewis).

## Obsada
- Woody Allen jako Gabe Roth
- Mia Farrow jako Judy Roth
- Judy Davis jako Sally
- Sydney Pollack jako Jack
- Juliette Lewis jako Rain
- Liam Neeson jako Michael Gates
- Lysette Anthony jako Sam
- Blythe Danner jako Matka Rain
- i inni